# Freezy Fromx
Jeyson Guerrero Martínez (Cartagena de Indias, Colombia 10 de julio de 1987), más conocido como Freezy Fromx, es un cantante y compositor colombiano de música Hip Hop, Champeta, Trap, Zouk y Kizomba.

## Biografía
Freezy Fromx cantante, compositor y rapero Cartagenero, vocalista rap de la agrupación Bazurto All Stars, representante del auténtico flow caribeño y exponente del género urbano. Su estilo combina la esencia del R&B y el Hip Hop, influenciado por los sonidos Americanos de los 90´s y 2000´s logra transmitir la esencia callejera fusionada con el sabor de los clásicos africanos, viajando entre Kizombas, Afro Beat, Gangsta Rap, Trap, R&B y Pop.
Desde el año 2005 pasó por varios proyectos en su ciudad natal. En el año 2013 pasa a ser integrante de una de las agrupaciones más importantes de Colombia Bazurto All Stars, donde sigue vigente y con quienes ha logrado ganar dos Congos de Oro en el Festival de Orquestas del Carnaval de Barranquilla, y un Premio Shock. Conocido con Bazurto All Stars por éxitos como: El Bololó, La Pupileta.
En el año 2017 entra a la nómina de artistas de Audio Lirica Entertainment.
El 15 de diciembre de 2017 lanza su primer videoclip titulado “Champe” junto a Rap Bang Club.
Para el 2018 Freezy Fromx prepara un arsenal de canciones para su EP Álbum, con el cual debutará como solista, trayéndonos un estilo fresco y de buena vibra.
Su más reciente trabajo como Solista es "Testigo" producido por Benny Bajo, bajo el sello  Audio lírica

## Premios y nominaciones
Nominación a Premios Shock Tigo 2013
Nominación a Premios Shock Tigo 2014
Congo de Oro Categoría Urbano - Festival de Orquesta - Carnaval de Barranquilla 2016
Premios Shock 2016 Mejor Agrupación Pura Sabrosura
Congo de Oro Categoría Urbano - Festival de Orquesta - Carnaval de Barranquilla 2018

## Discografía

### Como solista

#### Sencillos
- 2018: Testigo
- 2017: Champe Ft. Rap Bang Club
- 2017: Ahora dime
- 2012: Cyfer 1.0
- 2011: Mi fanática

#### Colaboraciones
- 2016: Quiero bailar (con Paola Troncoso)[14]
- 2013: Back to the 90's (con Poliarco)[15]
- 2012: 60 Segundos matando (con Poliarco, Seventh Sense)[16]

### Bazurto All Stars

#### Álbumes de estudio
- 2014 - 2018: La máquina de la sabrosura pura

#### Colaboraciones
- 2016: La muchachita (con Wilfran Castillo)
- 2016: Lluvia de besos (con Carlos Bohorquez)
- 2016: La borrachera (con Kvrass)
- 2016: Carnaval de amor (con Peter Manjarrés)

## Filmografía

### Vídeos Musicales
| Tema             | Cantante (s)                                                  | Año  |
| ---------------- | ------------------------------------------------------------- | ---- |
| Champe           | Freezy Fromx Ft. Rap Bang Club                                | 2017 |
| Hola             | Bazurto All Stars                                             | 2017 |
| Lluvia de besos  | Bazurto All Stars Ft. Carlos Bohorquez                        | 2016 |
| Carnaval de Amor | Bazurto All Stars Ft. Peter Manjarrés & Sergio Luís Rodríguez | 2016 |
| La Muchachita    | Bazurto All Stars Ft. Wilfran Castillo                        | 2016 |
| La Pupileta      | Bazurto All Stars                                             | 2015 |
| El Bololó        | Bazurto All Stars                                             | 2014 |
| Me Falla el Wifi | Bazurto All Stars Ft. Sargento Garcia                         | 2013 |
| EPK              | Bazurto All Stars                                             | 2013 |